# Scenopinus whittakeri
Scenopinus whittakeri är en tvåvingeart som först beskrevs av James 1955.  Scenopinus whittakeri ingår i släktet Scenopinus och familjen fönsterflugor.
Artens utbredningsområde är Washington. Inga underarter finns listade i Catalogue of Life.